# Carole Vergne
Pour les articles homonymes, voir Vergne.
Carole Vergne est une escrimeuse française née le 7 août 1985 à Saint-Malo. Elle est spécialisée dans le sabre.

## Biographie
Elle a commencé l'escrime en 1994 à Dinard.
Étudiante, elle fait des études de pharmacie.
Elle fait actuellement partie du club Lagardère Paris Racing elle a été formée au sabre par le maître Franck Nicolet, puis par le maître Morgan Fraboulet. Son maitre d'armes actuel est Cyril Tahon, entraineur national à cette arme.

## Palmarès
- Championnats du monde d'escrime
  -  Médaille d'or de sabre par équipes en 2007 à Saint-Pétersbourg[1]
  -  Médaille d'argent de sabre par équipes en 2009 à Antalya
  -  Médaille de bronze de sabre individuel en 2009 à Antalya

- Championnats d'Europe d'escrime
  -  Médaille d'or par équipe en 2007[1]
  -  Médaille d'argent par équipe 2008 à Kiev

- Championnats de France d'escrime
  -  Médaille d'or en individuel 2006, 2009 ,2010 et  2011
  -  Médaille d'or par équipes 2009 et  2011

- Championnats d'Europe des clubs d'escrime
  -  Médaille d'or en équipe avec le LPR 2010, 2012